# 中华人民共和国香港特别行政区进入许可
中华人民共和国香港特别行政区进入许可（英語：ENTRY PERMIT OF HONG KONG SAR OF THE P.R.C），俗稱香港进入许可、入港許可，是由中华人民共和国驻外国各使领馆以及中华人民共和国外交部驻澳门特别行政区特派员公署签发的一种供居住在中国内地以外的中华人民共和国护照或中華人民共和國旅行證持證人及使用入境身份陳述書的香港居民进入香港的许可。

## 申办条件

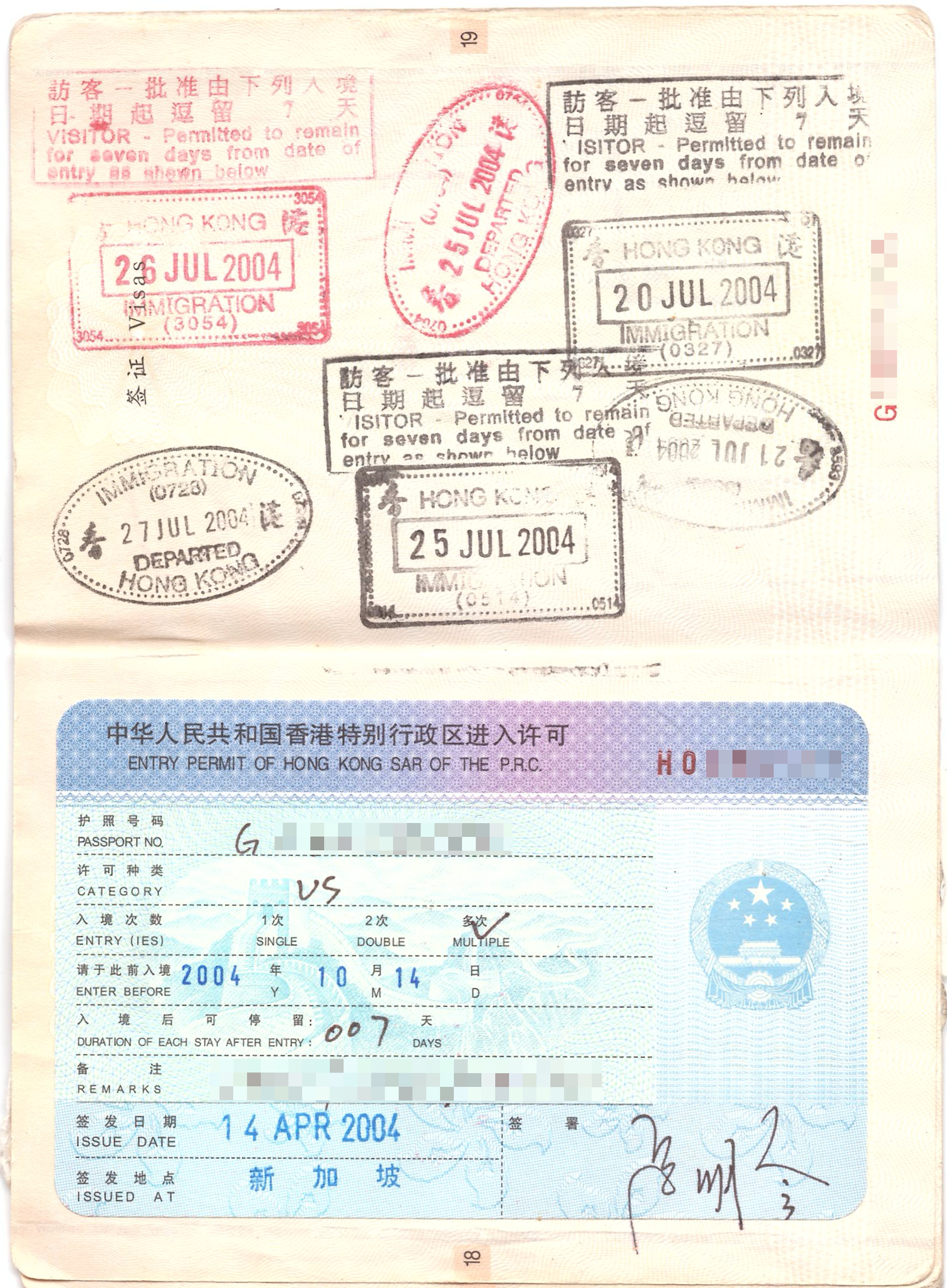
中国驻新加坡大使馆于2004年手写签发的半年多次香港许可，持有人每次入境香港可以停留不超过7天

### 中華人民共和國護照或旅行證持證人
根据中国内地和香港方面的相关规定，若内地居民自经由香港转机至非出发国/地区，则无需办理往来港澳通行证和签注或者中华人民共和国香港特别行政区进入许可，持护照和有效联程机票即可在香港逗留七天。但若内地居民希望从某国/某地区经由香港回到同一国/地区（而非由香港转机进入第三国/地区，包括中国内地），又或是过境时只持有中华人民共和国旅行证而非护照，如需入境香港则需要持有以下其中一种文件：有效往来港澳通行证及有效赴港签注（逗留签注除外）、有效香港入境事務處簽發的簽證/進入許可或有效中华人民共和国香港特别行政区进入许可。
对于居住于境外，不便回到内地申请往来港澳通行证的中国内地居民，可以直接向香港入境事務處申請香港進入許可（居住在澳門除外），也可以在其居住国/地区所在的使领馆或中國外交部駐澳門特派員公署用中华人民共和国护照或中華人民共和國旅行證申请中华人民共和国香港特别行政区进入许可。
不同于往来港澳通行证，中华人民共和国香港进入许可原则上仅限拥有第三国或地区居留签证或许可（如学习、工作及永居等）的人士于其居留国申请。相对于往来港澳通行证旅游签注，其有更少的限制。香港进入许可分两年多次，一年多次（上述两者进入次数不限），三个月两次与三个月一次之分，且均可在香港逗留十四天。申办条件与价格依照不同地区使领馆规定办理。

### 香港居民
有資格申請香港特別行政區赴海外旅行證件的香港居民在中国内地、澳門和台灣以外，发生旅行证件遗失或失效的情况，持有新版香港永久性居民身份證者，可申请使用中華人民共和國旅行證返港；未持有新版香港永久性居民身份证又急需返回香港的，可申领入境身份陳述書和中华人民共和国香港特别行政区进入许可。

### 中華民國護照持證人
對於旅居海外僅持有中華民國護照而並未持有台灣居民來往大陸通行證的台灣居民，在不使用預辦入境登記或申請香港入境許可證的情況下，以及台灣地區無戶籍國民，可向中华人民共和国国驻外使领馆处申请中華人民共和國旅行證，并同时申请中华人民共和国香港特别行政区进入许可。

## 证件设计
证件设计主色调为蓝色。抬头用黑色“中华人民共和国香港特别行政区进入许可”和“ENTRY PERMIT OF HONG KONG SAR OF THE P.R.C.”标出；右上方为证件号码；左侧下书申请人的护照号，许可种类，入境次数，最晚入境日期，入境后可停留时间，备注，签发日期，签发地点（使领馆所在地）与签发人签名。除签发日期/地点/签署人签名外，背景为长城图案；签发日期/地点/签署人签名背景为扭曲线防伪印出的洋紫荆花（香港市花）。信息右侧为中华人民共和国国徽；该证件虽定义为“进入许可”且非签证（如内地居民通过往来港澳通行证获得的是“签注”而非“签证”，强调进出香港/内地非国境与国境而是同一国地区与地区的关系），但国徽下却有微缩字符防伪印刷“Chinese Visa”，用紫外线照射整页可以看到“中国签证”四个字。可以直接向中国驻各国的使领馆提出申请，批准后会把许可贴于中国护照上。

## 自助出入境檢查系統
年滿18歲或以上之貼有有效中华人民共和国香港特别行政区进入许可的有效中华人民共和国护照持證人，如持有有效的香港特別行政區旅遊通行證、註有「HKG」區碼的亞太經合組織商務旅遊證、或已參加該系統安排的航空公司簽發的飛行常客會會員證，且在香港沒有不良紀錄，可以登記使用經常訪港旅客e-道服務，入境時間可由約15分鐘縮短至最快3分鐘。